# Ort (viktenhet)
Ort är en enhet för vikt. En ort var enligt 1855 års  decimalsystem ett hundradels skålpund, d.v.s. 4,25 gram. En ort var lika med 100 korn. Enheten började i vissa sammanhang användas redan på 1820-talet.